# Жарский, Василий Алексеевич
Васи́лий Алексе́евич Жа́рский (7 (20) марта 1906 года, деревня Поддубье, Остенская волость, Псковский уезд — 11 января 1973, Ижевск) — русский и французский художник, живописец, монументалист.

## Биография
Василий Жарский родился 7 марта 1906 года в деревне Поддубье Псковского уезда Псковской губернии. В 1919 г. с семьёй переезжает в Эстонию, где в 1919—1925 годах учится в Нарвской мужской гимназии. Одновременно с учёбой с 1924 года начинает работать на добыче сланца в Кохтла-Ярве и начинает обучаться живописи. Тогда же завязалась его переписка с художниками К. А. Коровиным и И. Я. Билибиным.
В 1929 году уезжает во Францию по рабочему контракту в Южин, в 1929—1930 годах работает на металлургическом заводе, в 1931 – 1934 годах — на виноградниках и различных работах по найму.
С середины 1930-х годов Жарский живёт в Тулузе и до 1940 года работает на обувной фабрике. В 1936 году вступает в Общество Друзей Советского Союза.
Около 1938 года начинается его становление как художника — он сближается с Салоном независимых окситанских художников и обучается живописи у Гийома Дельпара и Андре Реганьона (фр. André Regagnon). Во время оккупации Тулузы с 1941 года участвует в Движении Сопротивления. В 1943 году вступает в Коммунистическую партию Франции и возглавляет секцию Союза русских патриотов при Тулузском бюро.
В 1946 году Василий Жарский получил советское гражданство и в 1947 году вернулся в СССР. По распределению он оказался в Ижевске и устроился художником Русского драматического театра имени Короленко, также преподавал в художественно-ремесленном училище №6. В 1950 году Василий Алексеевич вступает в товарищество «Удмуртхудожник», а в 1967 году становится членом Союза художников УАССР.
В последний период жизни (1959—1972) Василий Жарский жил по адресу: ул. Красноармейская, 128. Скончался художник 11 января 1973 года в Ижевске.

## Творчество

В. А. Жарский. Улица Карла Маркса в Ижевске (1972)

Первые выставки Василия Жарского состоялись в Тулузе, в рамках «Салонов» 1938—1940 годов и в частной галерее «Фойе Декор» в 1944 и 1946 годах.
Как живописец, Жарский работал в разных жанрах, но наиболее известен художник как автор пейзажных циклов с видами Ижевска и мест жизни и творчества П. И. Чайковского: Воткинска, Клина. Однако творчество художника не исчерпывается этим: после возвращения из эмиграции Василий Жарский много путешествовал по Советскому Союзу и создал ряд пейзажей Саян, Волги, Ташкента, а также марин Псковского озера. В последний период творчества художник обратился к монументальной живописи, создавая мозаики на эпоксидной основе.
Критики называют Жарского мастером камерного, лирического пейзажа. Искусствоведы отмечают влияние импрессионистов в его пленэрных этюдах, и признают их наиболее самостоятельной и цельной частью его творчества. Основным художественным методом Жарского А. И. Поляк считает скрытый, внутренний лиризм его работ. Исследователи особо отмечают дымку, в которую погружены лучшие пейзажи Ижевска и его пригородов, созданные Василием Жарским, а также умение художника «дематериализовать солнечными бликами» монотонность уличной застройки. Немаловажной особенностью творчества Жарского признают также умение работать с ландшафтом в композиции пейзажа.
В. А. Жарский был награждён Почётной грамотой Президиума Верховного Совета УАССР (1956), Почетной грамотой Секретариата Правления Союза художников СССР.
Исследованием творчества В. А. Жарского занимались удмуртские искусствоведы А. И. Поляк и В. О. Гартиг.
Работы художника хранятся в собраниях Национального музея Удмуртской Республики им. Кузебая Герда, Удмуртского республиканского музея изобразительных искусств, Музея-усадьбы П. И. Чайковского, Кировского областного краеведческого музея, Псковско-Изборского объединённого музея-заповедника, а также в районных музеях Удмуртии и в частных собраниях.

### Основные выставки
- «Художники Поволжья», Казань, 1951.
- Выставка произведений художников РСФСР, 1953.
- «Художники Поволжья», Иваново, 1955.
- «Художники автономных республик РСФСР», 1971.
- Персональная выставка, Ижевск, 1971

## Основные работы
- Псковское озеро (1955) Архивная копия от 22 июня 2019 на Wayback Machine
- Пушкинская улица в Ижевске (1957) Архивная копия от 22 июня 2019 на Wayback Machine
- Старый Воткинск (сер. XX в.) Архивная копия от 22 июня 2019 на Wayback Machine
- Дом, в котором родился П.И. Чайковский. Этюд (сер. XX в.) Архивная копия от 22 июня 2019 на Wayback Machine
- На Волге (1962) Архивная копия от 22 июня 2019 на Wayback Machine
- Река Иж (1967) Архивная копия от 22 июня 2019 на Wayback Machine
- Ижевск строится (1969) Архивная копия от 22 июня 2019 на Wayback Machine
- Улица Карла Маркса в Ижевске (1972) Архивная копия от 22 июня 2019 на Wayback Machine
- Уголок Ижевска (1972) Архивная копия от 22 июня 2019 на Wayback Machine